# Kanó Motonobu
Kanó Motonobu (1476. augusztus 28. – 1559. november 5.) japán festő.
Maszanobunak, a Kanó-festőiskola alapítójának fia és tanítványa, a Kanó-iskola egyik legkiválóbb festője. A Tosza-iskola fejének, Tosza Micunobunak leányát vette feleségül, és két iskolát bizonyos fokig így egyesítette. Tanulmányozta a kínai festőket, főként a Szung-koriakat. Josimasza és Asikaga Josimicu sógunok udvari festője volt. Legszebb művei tussal festett tájképek.